# Arrondissement de Millau
L'arrondissement de Millau est une division administrative française, située dans le département de l'Aveyron et la région Occitanie.

## Composition

### Composition avant 2017
Liste des cantons de l'arrondissement de Millau :
- canton des Causses-Rougiers (43 communes)
- canton de Millau-1 (3 communes + fraction de Millau)
- canton de Millau-2 (5 communes + fraction de Millau)
- canton de Raspes et Lévezou (16 communes)
- canton de Saint-Affrique (11 communes)
- canton de Tarn et Causses (22 communes)

Depuis 2015, le nombre de communes des arrondissements varie chaque année à la suite de la création de communes nouvelles. Le nombre de communes de l'arrondissement de Millau est ainsi de 101 en 2015 et 97 en 2016.

### Découpage communal depuis 2017
Le 1er janvier 2017, les trois arrondissements sont remodelés pour tenir compte du nouveau découpage des intercommunalités.
Au 1er janvier 2024, l'arrondissement groupe les 110 communes suivantes :
1. Agen-d'Aveyron
2. Aguessac
3. Alrance
4. Arnac-sur-Dourdou
5. Arques
6. Arvieu
7. Auriac-Lagast
8. Ayssènes
9. Balaguier-sur-Rance
10. La Bastide-Pradines
11. La Bastide-Solages
12. Belmont-sur-Rance
13. Brasc
14. Broquiès
15. Brousse-le-Château
16. Brusque
17. Calmels-et-le-Viala
18. Camarès
19. Canet-de-Salars
20. Castelnau-Pégayrols
21. La Cavalerie
22. Le Clapier
23. Combret
24. Compeyre
25. Comprégnac
26. Comps-la-Grand-Ville
27. Connac
28. Cornus
29. Les Costes-Gozon
30. Coupiac
31. La Couvertoirade
32. Creissels
33. La Cresse
34. Curan
35. Durenque
36. Fayet
37. Flavin
38. Fondamente
39. Gissac
40. L'Hospitalet-du-Larzac
41. Lapanouse-de-Cernon
42. Laval-Roquecezière
43. Lédergues
44. Lestrade-et-Thouels
45. Marnhagues-et-Latour
46. Martrin
47. Mélagues
48. Millau
49. Montagnol
50. Montclar
51. Montfranc
52. Montjaux
53. Montlaur
54. Mostuéjouls
55. Mounes-Prohencoux
56. Murasson
57. Nant
58. Paulhe
59. Peux-et-Couffouleux
60. Peyreleau
61. Plaisance
62. Pont-de-Salars
63. Pousthomy
64. Prades-Salars
65. Rebourguil
66. Réquista
67. Rivière-sur-Tarn
68. Roquefort-sur-Soulzon
69. La Roque-Sainte-Marguerite
70. Rullac-Saint-Cirq
71. Saint-Affrique
72. Saint-André-de-Vézines
73. Saint-Beaulize
74. Saint-Beauzély
75. Sainte-Eulalie-de-Cernon
76. Saint-Félix-de-Sorgues
77. Saint-Georges-de-Luzençon
78. Saint-Izaire
79. Saint-Jean-d'Alcapiès
80. Saint-Jean-Delnous
81. Saint-Jean-du-Bruel
82. Saint-Jean-et-Saint-Paul
83. Saint-Juéry
84. Saint-Laurent-de-Lévézou
85. Saint-Léons
86. Saint-Rome-de-Cernon
87. Saint-Rome-de-Tarn
88. Saint-Sernin-sur-Rance
89. Saint-Sever-du-Moustier
90. Saint-Victor-et-Melvieu
91. Salles-Curan
92. Salmiech
93. Sauclières
94. Ségur
95. La Selve
96. La Serre
97. Sylvanès
98. Tauriac-de-Camarès
99. Tournemire
100. Trémouilles
101. Le Truel
102. Vabres-l'Abbaye
103. Verrières
104. Versols-et-Lapeyre
105. Veyreau
106. Vézins-de-Lévézou
107. Viala-du-Pas-de-Jaux
108. Viala-du-Tarn
109. Le Vibal
110. Villefranche-de-Panat

## Sous-préfets
| Période           | Période           | Identité                       | Fonction précédente                                                                                     | Observation                                                                    |
| ----------------- | ----------------- | ------------------------------ | --- | ------------------------------------------------------------------------------ |
| 8 décembre 1815   | 25 novembre 1818  | Jean Dulac de Montvert         | | Nommé sous-préfet de Villefranche-de-Rouergue                                  |
|                   |                   |                                | |                                                                                |
| 15 décembre 1856  | 24 janvier 1860   | Guillaume Fleuret              | Secrétaire général de la préfecture des Côtes-du-Nord                                                   | Nommé sous-préfet de Bagnères                                                  |
| 24 janvier 1860   | 12 avril 1862     | Jean-Baptiste Lodin de Lépinay | Secrétaire général de la préfecture du Calvados                                                         | Nommé sous-préfet de Thiers                                                    |
| 12 avril 1862     | 12 mars 1868      | Louis Chassoux                 | Sous-préfet d'Aubusson                                                                                  | Nommé sous-préfet de Moissac                                                   |
|                   |                   |                                | |                                                                                |
| 16 janvier 1871   | 30 janvier 1871   | Jean Bouniols                  | | Nommé sous-préfet de Saint-Flour                                               |
| 30 janvier 1871   | 1er décembre 1872 | Joseph Firbach                 | Sous-préfet de Saint-Flour                                                                              | Nommé sous-préfet de Béziers                                                   |
|                   |                   |                                | |                                                                                |
| 1876              |                   | Cadiergues                     | |                                                                                |
| 30 décembre 1877  | 12 janvier 1880   | Maurice André de Trémontels    | Sous-préfet de Largentière, révoqué à la Crise du 16 mai 1877                                           | Nommé sous-préfet de Béziers                                                   |
| 12 janvier 1880   | 26 mars 1880      | Pierre Doux                    | Avocat stagiaire à Paris                                                                                | Nommé sous-préfet de Villefranche-de-Rouergue                                  |
| 26 mars 1880      | 6 novembre 1881   | Jules Mengarduque              | Sous-préfet de Forcalquier                                                                              | Nommé sous-préfet de Saintes                                                   |
| 6 novembre 1881   | 5 octobre 1888    | François Pouydebat             | Sous-préfet de Bagnères-de-Bigorre                                                                      | Nommé sous-préfet de Sens                                                      |
| 5 octobre 1888    | 18 mars 1895      | Bernard Dardenne               | Sous-préfet de Barbezieux                                                                               | Nommé sous-préfet d'Arles                                                      |
| 18 mars 1895      | 31 juillet 1901   | Alphonse Carré                 | Secrétaire général de la préfecture de l'Aveyron                                                        | Remplacé                                                                       |
| 31 juillet 1901   | 22 septembre 1905 | Marie-Auguste Galtier          | Sous-préfet de Blaye                                                                                    | Remplacé                                                                       |
| 22 septembre 1905 | 21 février 1909   | Maurice Anjubault              | Administrateur des services civils de l'Indochine                                                       | Nommé sous-préfet de Montmorillon                                              |
| 21 février 1909   | 22 mars 1911      | François Sarrazin              | Sous-préfet de Bazas                                                                                    | Nommé sous-préfet de Dax                                                       |
| 22 mars 1911      | 23 mai 1911       | Maurice De veulle              | sous-préfet d'Embrun                                                                                    | Nommé sous-préfet de Saint-Dié                                                 |
| 23 mai 1911       | 12 janvier 1914   | Léon Blanchard                 | Sous-préfet de Murat                                                                                    | Nommé secrétaire général de la préfecture de l'Aisne                           |
| 12 janvier 1914   | 31 janvier 1914   | Jean Vigouroux                 | Secrétaire général de la préfecture du Tarn                                                             | Nommé sous-préfet de Remiremont                                                |
| 31 janvier 1914   | 3 mars 1914       | Paul Boiry                     | Sous-préfet de Bagnères-de-Bigorre                                                                      | Nommé sous-préfet des Andelys                                                  |
| 3 mars 1914       | 15 juillet 1914   | Pierre Vacquier                | Sous-préfet d'Espalion                                                                                  | Nommé sous-préfet de Saint-Jean-d'Angély                                       |
| 15 juillet 1914   | 9 mars 1915       | Louis Callard                  | Secrétaire général de la préfecture de la Corse                                                         | Mobilisé                                                                       |
| 20 février 1915   | 24 janvier 1916   | Jean Passerieux                | Secrétaire général de la préfecture du Cantal                                                           | Mobilisé                                                                       |
| 4 janvier 1916    | 21 avril 1919     | Joseph Chabbert                | Secrétaire général de la préfecture du Doubs                                                            | Mis en disponibilité sur sa demande                                            |
| 22 mars 1919      | mars 1924         | Louis Callard                  | mobilisé                                                                                                | Nommé sous-préfet de Montreuil                                                 |
| 11 octobre 1924   | 12 juillet 1928   | Victor Boisdé                  | Sous-préfet du Blanc                                                                                    | Nommé rattaché sur sa demande à la préfecture de la Seine                      |
| 12 juillet 1928   | 19 mai 1934       | Gaston Jammet                  | Sous-préfet de Céret                                                                                    | Nommé secrétaire général de la préfecture du Gard                              |
|                   |                   |                                | |                                                                                |
| 30 octobre 1940   | 23 mars 1943      | Henri Matter                   | Sous-préfet de Thann                                                                                    | Devient conseiller au C.P.I. de Lyon                                           |
| 23 mars 1943      | 10 septembre 1944 | Francis Laborde                | Secrétaire général de la préfecture de Tarn-et-Garonne                                                  | Chargé de mission au commissariat de la République de la région de Montpellier |
| 1er novembre 1947 | 26 septembre 1949 | Marcel Dufay                   | Sous-préfet d'Oloron                                                                                    | Nommé directeur du cabinet du préfet des Bouches-du-Rhône                      |
|                   |                   |                                | |                                                                                |
| 24 août 1957      | 31 mai 1963       | Pierre Degrave                 | Secrétaire général de la préfecture de l'Ardèche                                                        | Nommé secrétaire général de la préfecture du Doubs                             |
|                   |                   |                                | |                                                                                |
| 25 janvier 1966   | 27 décembre 1968  | Jacques Durantou               | Directeur du cabinet du préfet de la Guyane                                                             | Nommé secrétaire général de la préfecture des Deux-Sèvres                      |
|                   |                   |                                | |                                                                                |
| avant 1989        | 17 juin 1991      | Joëlle Pascoet                 | | Nommée secrétaire général de la préfecture de la Corrèze                       |
| 28 août 1991      |                   | Philippe Berges                | Sous-préfet de La Flèche                                                                                |                                                                                |
| 16 janvier 1996   | 23 juin 2000      | Jean-Yves Chiaro               | Directeur du cabinet du préfet de la Martinique                                                         | Mis en service détaché                                                         |
| 26 juillet 2000   | 12 septembre 2001 | Jean-Yves Lallart              | En service détaché                                                                                      | Nommé sous-préfet de Céret                                                     |
| 3 décembre 2001   | 5 septembre 2003  | Jean-Louis Monniot             | Conseiller de chambre régionale des comptes                                                             | Nommé sous-préfet de Fougères                                                  |
| 5 septembre 2003  |                   | Henri Planes                   | Sous-préfet de Saint-Flour                                                                              |                                                                                |
| 19 juin 2008      | 26 juillet 2012   | Paul Boulvrais                 | Chargé de mission auprès du préfet de la région Provence-Alpes-Côte d'Azur, préfet des Bouches-du-Rhône | Placé en position de service détaché et appelé à de nouvelles fonctions        |
| 2 août 2012       | 20 août 2014      | Anne Ballereau                 | Inspectrice de l'éducation nationale                                                                    | Nommée sous-préfète de Calvi                                                   |
| 26 septembre 2014 | 24 novembre 2017  | Bernard Breyton                | Sous-préfet de Saverne                                                                                  | Retraite                                                                       |
| 13 décembre 2017  |                   | Patrick Bernié                 | Sous-préfet de Pamiers                                                                                  | Sous-Préfet à la relance en corse du sud                                       |

## Démographie
En 2022, l'arrondissement comptait 79 679 habitants.
| 1968   | 1975   | 1982   | 1990   | 1999   | 2006   | 2011   | 2016   | 2021   |
| ------ | ------ | ------ | ------ | ------ | ------ | ------ | ------ | ------ |
| 76 448 | 72 462 | 71 622 | 68 972 | 67 612 | 70 499 | 70 419 | 79 346 | 79 528 |

| 2022   | - | - | - | - | - | - | - | - |
| ------ | - | - | - | - | - | - | - | - |
| 79 679 | - | - | - | - | - | - | - | - |